# RSK-nummer
Ett RSK-nummer är ett tillverkar- och leverantörsoberoende artikelnummer för VVS-varor i Sverige. Beteckningen ”RSK” stod ursprungligen för ”Rörbranschens Standard-Katalog”, men uttyds idag aldrig. Ett RSK-nummer ska vara ”evigt”, i den mening att utgångna artiklar ska kunna eftersökas med avseende på reservdelar och ersättningar med mera. 